# Éva Sas

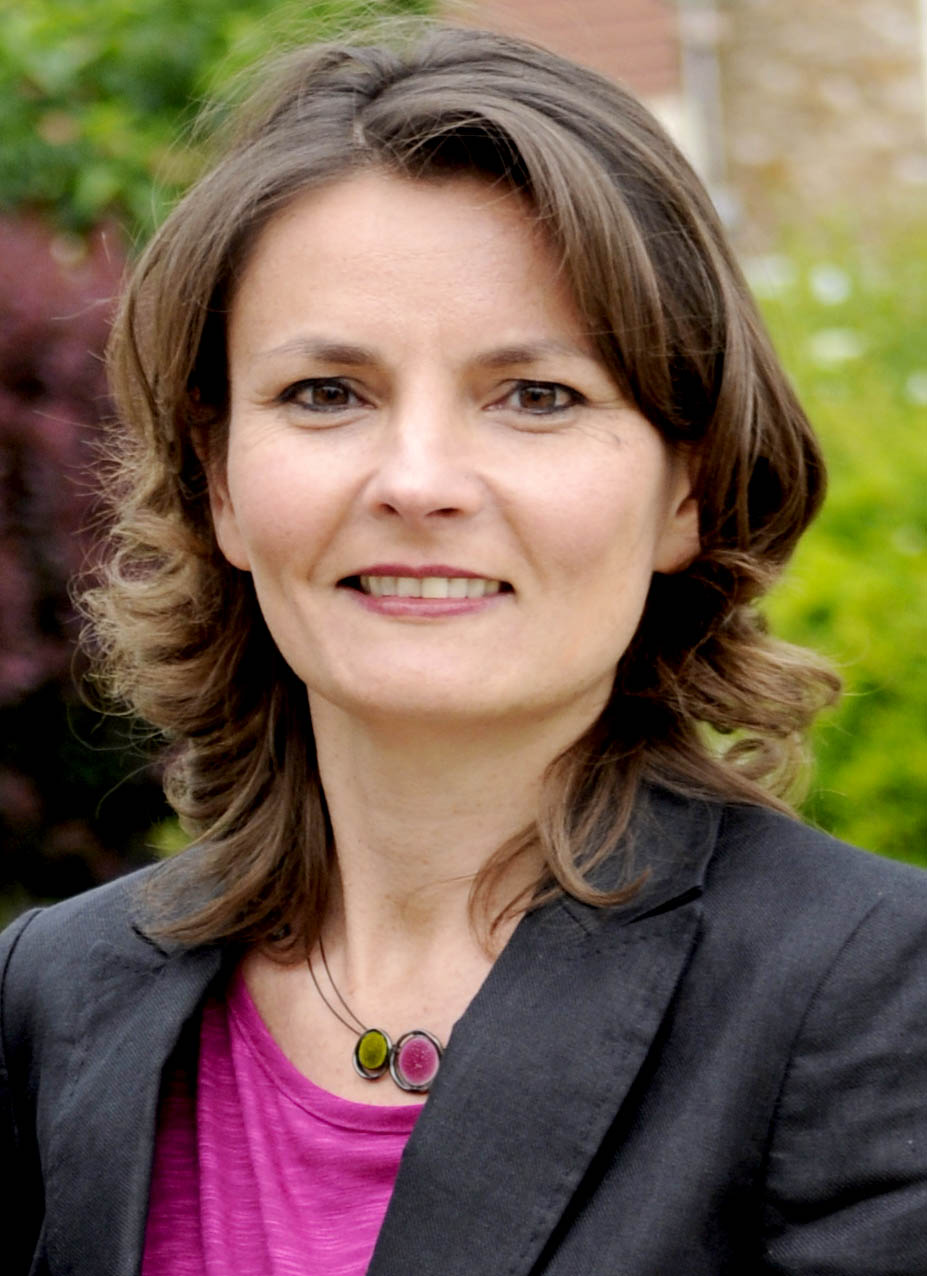
Éva Sas

Éva Sas (geboren am 13. August 1970 in Nizza) ist eine französische  Politikerin der Partei  Europe Ecology – The Greens. Sie war Parlamentsabgeordnete in der französischen Nationalversammlung von  2012 bis 2017 und ist es wieder seit 2022.

## Politische Laufbahn
Sas wurde bei der Wahl zur Nationalversammlung 2012 zur Abgeordneten im Wahlkreis Essonne VII gewählt. Dabei besiegte sie die bisherige Abgeordnete  Françoise Briand (Les Republicains).
Bei der Wahl zur Nationalversammlung 2017 verlor sie ihr Mandat an den republikanischen Kandidaten Robin Reda.
Bei der Nachwahl von 2018 im Wahlkreis Essonne I blieb sie erfolglos.
Bei der Wahl zur Nationalversammlung 2022 trat sie als Kandidatin auf der Liste der  NUPES im Wahlkreis Paris VIII an. In der zweiten Runde erzielte sie die meisten Stimmen vor ihrer Konkurrentin Laetitia Avia, der Kandidatin von LREM. In den vorgezogenen Parlamentswahlen 2024 wurde sie in der ersten Runde wiedergewählt.